# Dżudajdat al-Dżisr
Dżudajdat al-Dżisr (arab. جديدة الجسر) – wieś w Syrii, w muhafazie Idlib. W 2004 roku liczyła 407 mieszkańców.